# تلكلخ
مدينة تلكلخ مركز منطقة تلكلخ في محافظة حمص في سوريا. تقع غرب مدينة حمص وتبعد عنها مسافة 45 كم.
وهي عبارة عن قضاء كبير جداً، تأسست تلكلخ فعلياً إبان الاحتلال الفرنسي لسوريا بعد أن قام الانتداب بإلغاء الإدارة الحكومية بقلعة الحصن ونقلها إلى تلكلخ وبني لذلك مبنى خاص يعرف بالسرايا لا يزال قائماً حتى الآن لتدار المنطقة من خلال تلكلخ ومن مبنى السرايا الكبير بالمدينة. بلغ عدد سكان المدينة 62,069 نسمة حسب تعداد عام 2004.

## السياحة في تلكلخ
تتميز مدينة تلكلخ بجمال الطبيعة والمناظر الخلابة وجوها الجميل وتجتذب الزائرين والسياح وتنتشر في المدينة المنشآت السياحية مثل المطاعم والمنتزهات الطبيعية حيث الخضرة والجمال وترتبط المدينة بطرق حديثة مع محيطها ومع مدينة حمص وبها محطة قطارات حيث تنطلق من المدينة القطارات إلى مناطق سوريا، وبها مراكز اجتماعية وصحية وثقافية مثل المركز الثقافي العربي منذ عام 1960 ومراكز خدمية وصوامع للحبوب وتقوم في المدينة عدة صناعات وتنتشر المحال التجارية بكافة تخصصاتها.
تشتهر المدينة بتربية وإنتاج سلالة من الخيول العربية الأصيلة المنتشرة في سوريا وأوروبا. وفي عهد الاستعمار الفرنسي قامت بها ثورة ضد الفرنسيين إبان الثورة السورية الكبرى.
تعتبر منطقة تلكلخ من أكبر المناطق الإدارية في حمص حيث يتبعها عدد كبير من الأقضية والبلدات والنواحي والقرى.

## أعلام
- عدي عيد
- سارية السواس
- عبد الرزاق الدندشي
- الدكتور خليل إبراهيم خليل